# RTÉ Radio 1
RTÉ Radio 1 ist das am meisten gehörte Hörfunkprogramm der irischen öffentlich-rechtlichen Rundfunkgesellschaft Raidió Teilifís Éireann (RTÉ).

## Geschichte
RTÉ Radio 1 ist der direkte Nachfolger des Dubliner Hörfunksenders 2RN, der die regelmäßige Ausstrahlung seines Programms am 1. Januar 1926 aufnahm. Der Sender 6CK, ein Ableger von 2RN in Cork, vereinigte sich mit dem Dubliner Sender 1927, und 1932 ging eine Station in Athlone (County Westmeath) in Betrieb. Seitdem wurden die drei Sender als Radio Athlone bekannt und 1937 in Radio Éireann („Irischer Rundfunk“) umbenannt.
Wie die meisten nationalen Radioprogramme in Europa zu jener Zeit versuchte auch Radio Éireann, ein 24-Stundenprogramm anzubieten, das aus einer Mischung von leichter Unterhaltung, irischsprachigen Sendungen und Gesprächen bestand. Gastsendungen, die es auch im Programm gab, waren beliebter als das direkt von Radio Éireann selbst produzierte Programm.
1966 begann Radio Éireann mit Übertragungen auf UKW und wurde im selben Jahr in RTÉ Radio umbenannt. Als RTÉ 1979 einen neuen Rock- und Popsender unter dem Namen RTÉ Radio 2 (heute RTÉ 2fm) ins Leben rief, wurde das ursprüngliche RTÉ Radio in RTÉ Radio 1 umbenannt.
Seit Dezember 2008 gibt es das nur auf digitalen Wegen verbreitete Schwesterprogramm RTÉ Choice, das seit dem Mai 2013 RTÉ Radio 1 extra heißt.

## Inhalte
RTÉ Radio 1 sendet eine populäre Mischung aus Nachrichten, Reportagen, Kulturberichten, Hörspielen, Sport, Musik (von populärer Country- und Volksmusik bis hin zu Weltmusik und Jazz), sowie allgemeine Unterhaltung, die sich an ein breites Publikum richtet. Der Schwerpunkt der Musikauswahl liegt bei den 1960er- bis 1980er-Jahren.  
Das Programm an den Werktagen umfasst:
- Morning Ireland – das Hauptnachrichtenprogramm, von 7 Uhr bis 9 Uhr (hier und im Folgenden jeweils irische Ortszeit)
- News at One – die Nachrichtensendung am Mittag von 13 Uhr bis 13.45 Uhr
- Liveline with Joe Duffy – eine Sendung mit Hörerbeteiligung per Telefon, von 13:45 Uhr bis 15 Uhr
- Drivetime – Nachrichtensendung vom Nachmittag bis in den frühen Abend, zwischen 16:30 Uhr und 19 Uhr
- Arena – kulturelle Berichterstattung ab 19 Uhr
- The John Creedon Show – Musiksendung am Abend mit dem gleichnamigen Moderator von 20 Uhr bis 22 Uhr

Um 19 Uhr Ortszeit gibt es fünf Minuten Nachrichten auf Gälisch. 
Die Sendungen werden durch Werbung unterbrochen.

### RTÉ Radio 1 extra
RTÉ Radio 1 extra ist dagegen ein reines Wortprogramm, das rund um die Uhr in einem unmoderierten automatisierten Betrieb einen Zusammenschnitt von Übernahmen und Wiederholungen aus RTÉ Radio 1 sowie Podcasts, auch von NPR oder aus dem englischen Dienst der Deutschen Welle und von Radio Australia, sendet. Live-Übernahmen ausländischer Nachrichtenprogramme, vor allem Programme des BBC World Service, gibt es seit März 2025 nicht mehr. Außerdem werden ältere Radiofeatures aus dem Archiv von RTÉ wiederausgestrahlt. In der Nacht und am Vormittag wird das Programm von RTÉ Radio 1 übernommen. Unregelmäßig gibt es auch Sportreportagen oder Gottesdienste live.

## Empfang
RTÉ Radio 1 kann in Irland auf UKW und über die Langwelle 252 kHz empfangen werden, außerdem als Livestream im Internet und über die Satelliten Astra 2D, Eurobird 1 und Hotbird, nachts über die Langwellenfrequenz auch in Europa. 
Am 1. Januar 2006 begann die Ausstrahlung des digitalen Hörfunks im Osten des Landes über die Sender Clermont Carn und Three Rock Mountain über das RTÉ-DAB-Multiplex. Im Zuge von Sparmaßnahmen stellte RTÉ alle Dienste auf DAB+ zum 31. März 2021 ein.
In der Nähe von Tullamore betrieb der irische Rundfunk RTÉ bis zum 24. März 2008 einen auch in Deutschland empfangbaren Mittelwellensender (Sendefrequenz: 567 kHz), dessen 290 Meter hoher Sendemast das höchste Bauwerk in Irland ist.
Das Schwesterprogramm RTÉ Radio 1 extra wird über Satellit, Digital Radio und im Internet verbreitet. 
Beide Programme können in Großbritannien und in Irland über Sky Digital empfangen werden, RTÉ Radio 1 Extra auch im Telewest-Kabelnetz in Großbritannien. Hörer außerhalb Europas können eine Auswahl des RTÉ-Radio-1-Programms auch im World Radio Network-Dienst empfangen.
Das Sendesignal ist seit 1936 O'Donnell Abú, das jedoch seit der Einführung des 24-Stunden-Programms 1997 nur noch einmal am Tag als Einleitung zu den 5:30-Uhr-Nachrichten gesendet wird (zwischen 2:00 und 5:30 Uhr besteht das Programm, mit Ausnahme der stündlichen Nachrichten, aus ausgewählten Wiederholungen früherer Programme).